# Asunto Strelnikoff
El asunto Strelnikoff (en esloveno: Afera Strelnikoff) fue una polémica surgida a raíz de la representación de María Auxiliadora de Brezje sosteniendo una rata en lugar de a Jesús en la carátula del álbum de estudio Bitchcraft publicado en 1998 por el grupo esloveno Strelnikoff.
El álbum estaba pensado como una protesta contra la doctrina oficial de la Iglesia católica en Eslovenia y las declaraciones de algunos de sus más altos representantes acerca del aborto.
El primero que condenó esta representación fue Franc Rode, entonces obispo de Liubliana. A esto le siguió una fuerte controversia social sobre lo inapropiado del uso indebido de uno de los símbolos más conocidos del catolicismo en Eslovenia. La Abogacía del Estado recibió 3867 quejas y 1208 solicitudes de acusación, que se unieron en una sola solicitud que fue rechazada al principio por el Tribunal de Distrito de Celje. Sin embargo, la fiscal del estado Elizabeta Gyorkos interpuso una denuncia. Los miembros del grupo recibieron llamadas telefónicas y amenazas. En agosto de 2003, la denuncia fue rechazada por el Tribunal Superior de Liubliana. En conformidad con la Constitución de Eslovenia y la legislación eslovena, el tribunal sentenció que los autores «tuvieron mal gusto en su proyecto artístico, pero no sobrepasaron los límites de lo permisible en absoluto».